# Black Book of the Admiralty
El Black Book of the Admiralty (Llibre Negre de l'Almirallat  en català), és una recopilació de dret marítim anglès creada en el transcurs dels regnats de diversos monarques anglesos, incloent les decisions més importants de l'Admiralty court. El seu punt de partida són els Rôles d'Oléron, que van ser promulgats el 1160 per Elionor d'Aquitània, en francès antic, abans de ser reina d'Anglaterra, sent per tant i sens dubte, anteriors al Black Book.
El llibre en si indica que es va establir al Tribunal Superior de l'Almirallat durant el regnat d'Eduard I (1272-1307), encara que l'erudició més recent col·loca el seu establiment al 1360 durant el regnat d'Eduard III, atès que, a part dels Rôles d'Oléron, la primera llei a la que fa referència és el Liber memorandorum (1338), del que hi ha una còpia manuscrita independent, disponible en els arxius de la ciutat de Londres.

## Descripció
El llibre està escrit en francès antic i els seus autors canvien d'escriptura i to diverses vegades. El document supervivent més antic n'és una còpia manuscrita de 1450, que es conserva en els "National Archives". Hi ha disponibles diverses edicions impreses, amb una edició particularment notable, la de Sir Travers Twiss publicada en quatre volums (1871-1876), reimpresa en diverses ocasions, que inclou diversos altres texts legals medievals (entre ells el Domus day of Gippeswiche, Ordinamenta et consuetudo maris', els Rolles d'Olèron, les Taules Amalfitanes i el Llibre del Consolat del Mar transcrit de la seva versió en neerlandès), a part del Black Book pròpiament dit.